# 東明聖王

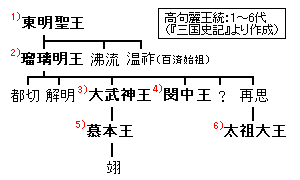
『三国史記』に基づく初期高句麗王の系図

東明聖王（とうめいせいおう、トンミョンソンワン、朝鮮語: 동명성왕）は、高句麗の初代とされる王（在位：紀元前37年 - 紀元前19年）であり、東明王とも呼ばれる。『三国史記』高句麗本紀・東明聖王紀によると姓は高（こう、コ、朝鮮語: 고）、諱は朱蒙（しゅもう、ジュモン、朝鮮語: 주몽）または鄒牟（すうむ、チュモ、朝鮮語: 추모）、衆解（しゅうかい、チュンヘ、朝鮮語: 중해）とされる。『三国史記』新羅本紀・文武王紀では中牟王、『日本書紀』天智天皇紀では仲牟王と書かれている。『三国史記』高句麗本紀・広開土王紀・百済本紀・義慈王紀によると、中国黄帝の孫の高陽氏、黄帝の曾孫の高辛氏の子孫であると称していた。夫余の7人の王子と対立し、卒本（ジョルボン、現在の遼寧省本渓市桓仁満族自治県）に亡命して高句麗を建国した。河伯の娘である柳花夫人の息子である。

## 概要
朱蒙という名前は史書に実在するが、その生涯に関する確実な史料はほとんどなく、紀元前37年に高句麗を建国したということ以外、実際にどんな人物であったかは全くわからない。414年に建立された『好太王碑』に「始祖の鄒牟王を顧みれば、聖なる始祖王は北夫余より天帝の子、母を河伯の女郎として 卵から生まれた」という一文が刻まれているほか、1145年に成立した朝鮮で現存する最も古い史書『三国史記』にも、朱蒙についての記録がある。しかし、『三国史記』編纂より700年以上昔の話であるため、そこに記されているのは極めて神話的な話であって、朱蒙が卵から生まれたということひとつをとっても、およそ史実といえるようなものではない。

## 建国神話
「東明」を始祖にする建国神話・始祖伝説は、夫余・高句麗・百済に共通して見られるが、高句麗・百済共に扶余語族にあたるなど、『三国史記』編纂の12世紀に『三国志』所引の東明王の夫余建国神話を模倣して創作されたものと考えられている。特徴としては王の政治的権威の源泉を天に帰属させ、同時に農業生産を左右する河神の権威を主張することである。ここでは高句麗の建国神話を『三国史記』に基づいて記述する。
百済の温祚王朝は、夫余を姓とし、その王都も夫余と称している。かつて中国の東北地区にいた夫余が南下して、朝鮮半島の南西部に王朝を開いたことはおおよそ想像できるが、依拠する文献によって異同があり、いちがいには説明できない。『三国史記』によると、百済の始祖の温祚王の父は、鄒牟あるいは朱蒙という。朱蒙は、北夫余から逃れてきて、その土地の夫余王に非凡な才能を見込まれ、その王女を嫁わされ即位し、沸流、温祚という二王子が生まれるが、かつて朱蒙が、北夫余にいたころ先妻の生ませた太子が現れたため、二人の王子は身の危険を察して、国を脱出して十人の臣下を連れて、南へ向かった。やがて、漢山に至り、負児嶽に登り、都すべき土地を探そうとし、兄の沸流は海辺に留まるが、十人の臣下は諌めて、都を定めるべきだと進言したが、沸流は承知せずに、弥鄒忽という場所へ行った。そこで、弟の温祚が慰礼城に即位して、百済を建国した。負児嶽、弥鄒忽などの地名を現在の地名に比定するのは難しいが、朝鮮半島を縦断する夫余の南下を示す記録ではある。慰礼城が、大韓民国ソウル漢江の南の地域を指していることは、ほぼ異論のないところであり、ソウルオリンピック主競技場などがある江南に、初期百済の土城遺跡が保存されている。これに関して、稲葉岩吉は「太康六年（285年）鮮卑の慕容氏に襲撃された扶餘の残黨は、長白山の東沃沮に逃げこんだというから、それが轉出して帯方に入ったものが、即ち百済であろう」と指摘している。
『三国史記』百済本紀の分注に、朱蒙が卒本扶余に至った際に越郡の娘を得て二子をもうけたとする記事がある。
「二子」とは、温祚と沸流のことであり、井上秀雄は「越郡」について、「中国浙江省紹興地方か」と注記している。すなわち、浙江省紹興の娘が、遼寧省丹東市桓仁県に来て、朱蒙とのあいだに、百済の始祖となる温祚と沸流を生む。拝根興（陝西師範大学）および葛継勇（鄭州大学）は西安出土の在唐百済人墓誌の釈文のなかで、亡命百済貴族に「楚国琅邪」を籍貫とする人物がいることを指摘している。山東半島から江南に及ぶ中国沿海部と百済の関係から考えて、中国沿海から東渡した集団、山東から遼東を経て朝鮮半島に到達したと考えられる集団と同じ行跡を辿った集団との関連性が指摘されている。

### 天光受胎
朱蒙の母であり、河伯（鴨緑江の水神）の娘である柳花夫人（ユファ）は、太白山の南を流れる優渤水（鴨緑江）にいたところ、夫余の金蛙王（きんあおう）と出会ったが、柳花の「遊びに出た先で、天帝の子を自称する解慕漱（かいぼそう、ヘモス）に誘われ付いて行くと中々帰して貰えず、両親一族の怒りを買ってしまい仕方なく此処に住んでいます」という話を疑った金蛙によって部屋へ閉じ込められていたところ、日光が柳花を照らし身を引いて避けても日光は追ってきて柳花を身篭らせ、やがて柳花は大きな卵を産んだ。
金蛙王は卵を犬や豚の傍に捨てさせるが、共にこれを食べなかった。路上へ捨てると牛馬がこれを避け、野原へ捨てると鳥が卵を抱いて守った。自ら割ろうとしても割れず、遂に母へ返した。柳花が暖め続けると卵が割れ、男の子が生まれた。それが朱蒙である。

### 国人との対立
「朱蒙」の名の由来は夫余の言葉で「弓の達人」と言う意味である。その名の如く7歳になると自ら弓を作り、矢を射ると百発百中だった。将来必ず異心を抱くとして夫余の人々は排除を望んだが、金蛙王は朱蒙を庇い馬の世話を命じた。
しかし、朱蒙が駄馬を良く世話して肥し駿馬には餌を与えず痩せ細らせることで王を駄馬に乗せ自らへ駿馬を賜らせることに成功し、また狩りへ出ると少ない射撃で多くの獣を傷付けたため、夫余の人々は再び朱蒙の暗殺を企てた。陰謀を察知した母の柳花が逃亡を促すと、友である烏伊（ヲイ）・摩離（マレ）・陝父（センピョ）の3人（『魏書』高句麗伝では烏引（ヲヱン）・烏違（ヲイ）の2人）と共に逃亡した。

### 亡命と建国
朱蒙は友と共に夫余を出て東南へ逃走した。淹水（鴨緑江の東北）まで来たが橋がなく、追手を恐れた朱蒙は川に向かって「私は天帝の子（又は太陽の子）で河伯の外孫である、今日逃走してきたが、追手がいよいよ迫っている、どうすれば渡れるか?」と言うと、魚や鼈が浮かんで橋を作り、朱蒙らは渡ることができた。朱蒙らが渡り終わると魚達の橋は解かれ、追手は河を渡れなかった。
更に逃げて卒本川へ至ると土地が肥沃で要害堅固なので、紇升骨城（現在の桓仁満族自治県五女山城）を築き都とした。漢の建昭2年（甲申の年、西暦紀元前37年）に国を建て「高句麗」と号した。即位直後から隣接する濊貊（『三国史記』中の「靺鞨」は濊貊を指す）の部落に対して略奪や破壊を繰り返すと、濊貊は恐れて服属した。

### 王位の継承
紀元前19年5月、子の類利（るいり、ユリ、後の瑠璃明王）がその母の礼氏とともに夫余から逃れてきた。これを喜んだ朱蒙は類利を太子とした。同年9月に40歳で死去し、龍山に葬られて諡号を東明聖王とされた。

## 建国の年
上述の通り、伝説では紀元前37年に建国したというが、実際には元鳳6年（紀元前75年）に玄菟郡が廃止された時、高句麗侯として自立したとみられている。紀元32年に高句麗侯は高句麗王に昇格したがこれは漢の朝廷から与えられた称号であり、自称としては伝説の通り紀元前37年に実質的に王であったとして問題ないと考えられている。『日本書紀』天智天皇紀では、668年の高句麗滅亡は仲牟王の建国からちょうど700年目であったとされ、逆算すると建国は紀元前32年となる。『新唐書』高麗伝、『唐会要』高句麗では高宗に問われた侍御史の賈言忠（賈曾の父、賈至の祖父）の言葉として、漢代の建国から滅亡まで900年とするが、王名は記していない。『三国史記』東明聖王本紀は上述のように建国を紀元前37年とする一方、宝蔵王本紀では新唐書と同様、漢代の建国から900年と記し、新羅本紀で文武王10年（670年）安勝を高句麗王に封じた冊命書では太祖の中牟王から800年と記している。
好太王碑（広開土王碑）では好太王は鄒牟王の17世とする。これを17世孫の意味にとると、『三国史記』高句麗本紀に広開土王は東明聖王の12世孫とあるのと比べて5世代も多い。そこで『三国史記』は新羅王室に連なる慶州金氏の金富軾が編纂したものであり、新羅を持ち上げるために高句麗の建国年を新羅の自称建国年（実際には4世紀末から5世紀初頭）よりも後にしたとみる説もあったが、現在では碑文の17世は「17代目」の意味とするのが普通である。

## 夫余の建国伝説との比較
『後漢書』夫余伝に見られる建国神話は、以下の通り。
「夫余の始祖としての東明」の伝説は、古くは『論衡』吉験篇にみられる。また、『三国志』夫余伝が『魏略』からの孫引きとして伝えており、これらの史書の中の高句麗伝では、始祖伝説は見られない。『魏書』に至って夫余伝はなくなり、代わりに高句麗伝のなかで高句麗の始祖伝説が伝えられるようになった。その伝説の骨子は、元来の東明伝説（夫余の建国神話）に、河伯（水神）の外孫であること、卵生であること、という要素が加わって、高句麗が夫余から出たこと、名を朱蒙とするというものである。また、東明伝説において東明が弓術に優れていたとするのと呼応するように、「朱蒙」という語は「善射」を意味する、とも書かれる。後に高麗の時代になって、『三国史記』では、高句麗の始祖を「諱が朱蒙、諡が東明聖王」とするようになり、李奎報の叙事詩『東明王篇』においては、高句麗の始祖を東明王と同一視するようになった。さらに『三国遺事』では民族的統合の象徴として檀君に系譜化され、「東明王である朱蒙は檀君の子である」とされるようになったと考えられている。
夫余の東明伝説と高句麗の朱蒙伝説との共通構造は、両者の民族的同一性を表している。しかしこれらの始祖伝説を同一とはみなさず、高句麗の始祖伝説に卵生型説話の要素を含むことや、広開土王碑文や『魏書』高句麗伝に「東明」の表現がみられないことなどから、東明伝説の構成を元に高句麗独自の要素を加えた始祖伝説が創られ、後の『三国史記』において東明聖王と朱蒙とが同一視されたとする説もある。

## 陵墓

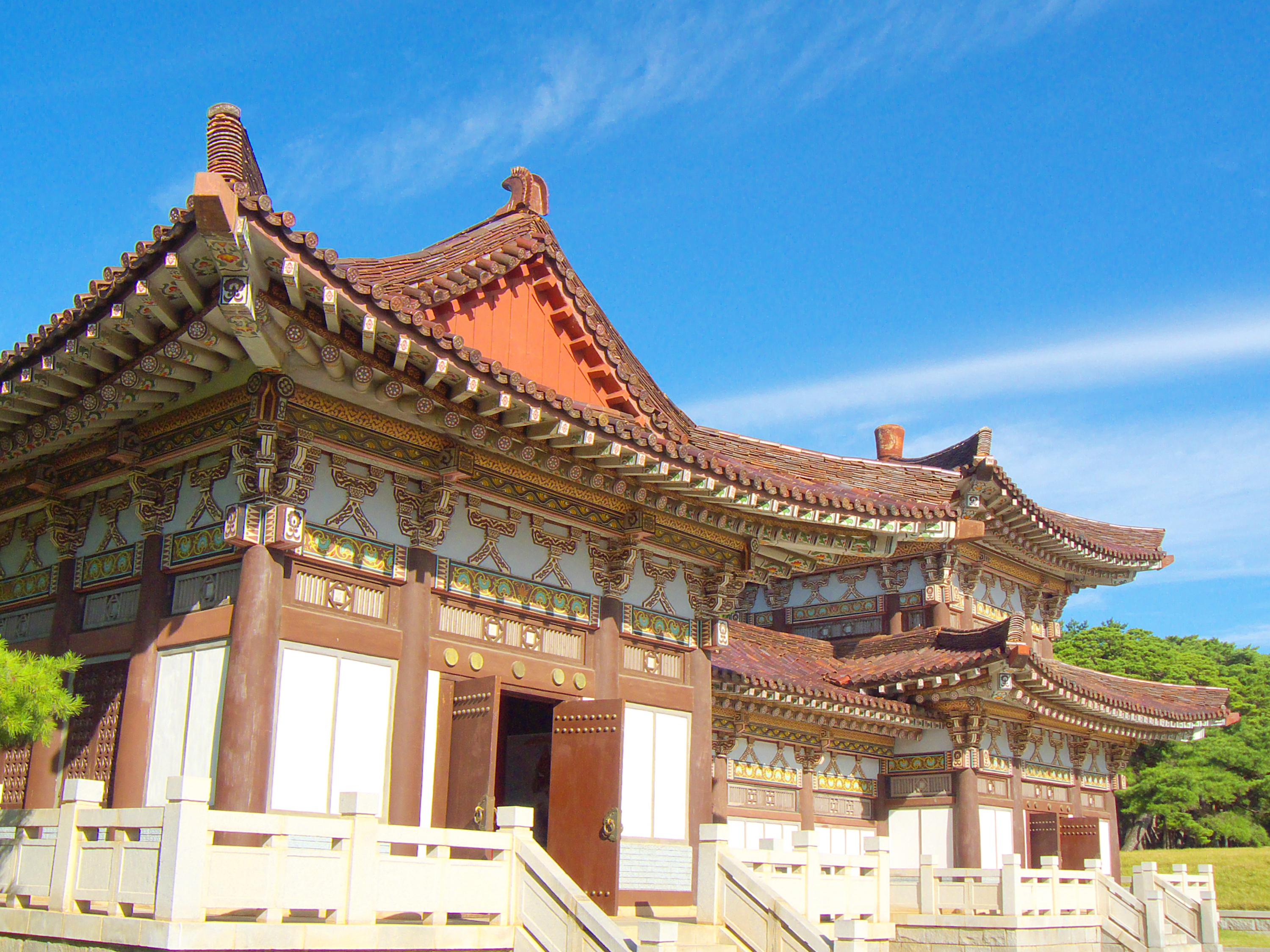
平壌にある東明王陵

東明聖王の推定陵墓は朝鮮民主主義人民共和国の首都・平壌市力浦区域に存在し、東明王陵と称されている。世界文化遺産高句麗古墳群の構成古墳である。元来は集安にあったものを427年の平壌遷都とともに遷された。陵墓は1辺32m、高さ11.5mであり、周囲には中門、祭祀堂、石像などが設けられている。玄室内部には29種の壁画が描かれている。1993年5月14日に金日成の指示により整備が行われ、敷地面積約220ha、王陵区域、定陵寺区域、陪墳区域が整備された。

## 登場作品
- 朱蒙（2006年、演：ソン・イルグク）
- 百済の王 クンチョゴワン（2010年、演：イ・ドックァ）